# Grant City (Misuri)
Grant City es un pueblo ubicado en el condado de Worth en el estado estadounidense de Misuri. En el Censo de 2010 tenía una población de 859 habitantes y una densidad poblacional de 249,56 personas por km².

## Geografía
Grant City se encuentra ubicado en las coordenadas 40°29′9″N 94°24′48″O / 40.48583, -94.41333. Según la Oficina del Censo de los Estados Unidos, Grant City tiene una superficie total de 3.44 km², de la cual 3.44 km² corresponden a tierra firme y (0%) 0 km² es agua.

## Demografía
Según el censo de 2010, había 859 personas residiendo en Grant City. La densidad de población era de 249,56 hab./km². De los 859 habitantes, Grant City estaba compuesto por el 98.37% blancos, el 0.35% eran afroamericanos, el 0.12% eran amerindios, el 0.12% eran asiáticos, el 0% eran isleños del Pacífico, el 0.81% eran de otras razas y el 0.23% pertenecían a dos o más razas. Del total de la población el 1.05% eran hispanos o latinos de cualquier raza.